# Lysings härad
Lysings härad var ett härad i västra Östergötland vid Vättern och Smålandsgränsen. Häradets område motsvarar delar av Ödeshögs kommun och Mjölby kommun. Arealen mätte 464 km², varav land 438 och befolkningen uppgick 1920 till 9 797 invånare. Häradet var tidigt förenat med Dals härad med tingsplats fram till 1400-talet i Hästholmen. Senast vid år 1600 var häraderna separerade och tingsplatsen för Lysings härad låg i till 1727 i Åby, därefter till 1919 i Ödeshög, och efter 1919 i Mjölby.

## Namnet
År 1347 skrevs Lysingshæradh. Detta består av namnet på en gammal tingsplats, nämligen Lysinger, vilket betyder "ljus, öppen plats", "glänta" eller dylikt.

## Geografi
Lysings härad ligger mellan Tåkern och gränsen till Småland. I norr präglas området av den sydligaste delen av den odlade och bördiga Östgötaslätten kring Tåkern och foten av Omberg, vars södra hälft ligger inom Lysings härad. I söder dominerar Hålavedens bergiga skogstrakter.
I häradsområdet ligger bland annat tätorten Ödeshög och ruinerna av Alvastra kloster. Söder härom ligger hamnplatsen Hästholmen, som under äldre medeltid var tingsplats. Vid Hästholmen fanns förr järnvägsstation samt ångbåtsbrygga.

### Socknar
Lysings härad omfattade följande socknar:
I Ödeshögs kommun 
- Heda socken
- Röks socken
- Stora Åby socken
- Svanshals socken
- Trehörna socken (bildades 1652 av delar ur Stora Åby socken, Säby socken och Linderås socken de två sistnämnda i Småland).(före 1895 hörde delar till Norra Vedbo härad)
- Västra Tollstads socken
- Ödeshögs socken (införlivade omkring 1330 Sväms socken)

I Mjölby kommun 
- Kumla socken

### Tingsplatser
A. Gemensamt för Lysings och Dals härader :
- Hästholmen i Västra Tollstads socken 1383 - 1402
- Haraker 1410 - 1453
- Vallby i Svanshals socken 1474
- Heda 1543

B. Lysings härad:
- Heda 1586-1683
- Åby i Stora Åby socken 1684 - 1727 alternerade med
- Åby Gästgivaregård 1684 - 1727
- Ödeshög 1727 - 1919
- Mjölby 1919 - 1971 som Folkungabygdens domsaga.[4]

Det kan i äldre tider ha funnits tingsplatser på andra ställen också. Dock knappast vid Tingstad som ligger avsides i Holaveden.
Däremot är det troligt att den så kallade Tingsmaden vid gränsen mellan Stora Åbys och Röks socken har varit tingsplats. Tingsmaden ligger endast en kilometer från huvudvägen genom Lysings härad.

## Län, fögderier, tingslag, domsagor och tingsrätter
Socknarna ingick i Östergötlands län. Församlingarna tillhör(de) Linköpings stift.
Häradets socknar hörde till följande fögderier:
- 1720-1899 Lysings, Dals och Aska fögderi
- 1900-1917 Lysings och Göstrings fögderi
- 1918-1990 Mjölby fögderi ej mellan 1946 och 1967 för Ödeshögs, Västra Tollstads och Stora Åby socken
- 1946-1966 Vadstena fögderi för Ödeshögs, Västra Tollstads och Stora Åby socken

Häradets socknar tillhörde följande tingslag, domsagor och tingsrätter:
- 1680-1918 Lysings tingslag i 
  - 1680-1692 Lysings, Dals och Aska härader domsaga
  - 1692-1707 Lysings och Göstrings häraders domsaga
  - 1708-1746 Dals och Lysings häraders domsaga 
  - 1747-1762 Göstrings, Lysings, Dals och Aska härader domsaga
  - 1763-1849 Dals och Lysings häraders domsaga
  - 1850-1918 Lysings och Göstrings häraders domsaga
- 1919-1923 Lysings och Göstrings tingslag i Lysings och Göstrings domsaga
- 1924-1970 Mjölby domsagas tingslag, från 1939 benämnd Folkungabygdens domsagas tingslag i Mjölby domsaga, från 1939 benämnd Folkungabygdens domsaga

- 1971-2002 Mjölby tingsrätt och domsaga, före 1975 benämnd Folkungabygdens tingsrätt
- 2002- Linköpings tingsrätt och domsaga

## Häradshövdingar
| Ämbetstid | Namn                                   | Levnadstid |
| --------- | -------------------------------------- | ---------- |
| 1354–1360 | Bengt Nilsson                          |            |
| 1375–1384 | Harald Bagge                           |            |
| 1393–1419 | Nils Magnusson (Röde)                  |            |
| 1432–1453 | Mats Odenkarl                          |            |
| 1458–1477 | Sven Pedersson (Sparre)                |            |
| 1477–1491 | Hans Kruse                             |            |
| 1518      | Måns Gadh                              |            |
| 1523      | Peder Svenske                          |            |
| 1535–1537 | Erik skrivare                          |            |
| 1537–1543 | Germund Svensson (Somme)               | -1560      |
| 1544–1546 | Nils Arvidsson                         |            |
| 1549      | Olof Eskilsson                         |            |
| 1558      | Johan Siggesson (Svartingstorps-ätten) |            |
| 1568      | Erik Knutsson                          |            |
| 1573      | Erik Ambjörnsson                       |            |
| 1578–1580 | Bengt Knutsson (Hand)                  |            |
| 1581–1582 | Peder Ribbing                          |            |
| 1583–1587 | Anders Grijs                           | –1587      |
| 1589–1594 | Hans Åkesson (Soop)                    |            |
| 1594–1599 | Erik Ryning                            | –1613      |
| 1600–1607 | Hans Stuart                            | –1618      |
| 1607–1628 | Axel Drake                             |            |
| 1628–1641 | Åke Soop                               |            |
| 1641–     | Olof Berling                           |            |
| 1658–1660 | Johan Ödell                            |            |
| 1660–1678 | Nils Lindegren                         |            |
| 1678–     | Zacharias Rehnberg                     |            |
| 1716-1724 | Johan Lothigius                        | 1681–1724  |
| 1724-1737 | Magnus Eneroth                         |            |
| 1738-1747 | Carl Stenholm                          |            |
| 1747-1763 | Israel Trolle                          | 1716–1795  |
| 1763-1772 | Elias Magnus Nordenstolpe              |            |
| 1772-1782 | Anders Jansson                         |            |
| 1782-1794 | Carl Jakob von Strokirch               | 1753-1800  |
| 1794-1821 | Ture von Nackreij                      | 1759-1821  |
| 1822-1838 | Mattias Weibull                        | 1783–1838  |
| 1838-1846 | Jonas Abraham Tornérhielm              | 1798–1877  |
| 1846-1860 | Lars Petter Eneqvist                   | 1797–1860  |
| 1860-1880 | Johan Olof Söderholm                   |            |
| 1880-1889 | Simzon Koch                            |            |
| 1890-1905 | Carl Landegren                         |            |
| 1905-1936 | Erik Petersson                         |            |
| 1936-1947 | Alvar Montelius                        | 1880-1949  |
| 1947-1958 | Herbert Fagerström                     | 1892-1967  |
| 1959-1970 | Tage Silfverskiöld                     | 1909-1985  |